# Laser Beam/Kasuka na Kaori
Laser Beam/Kasuka na Kaori is een single van de Japanse groep Perfume en afkomstig van hun derde studioalbum, JPN (2011).

## Geschiedenis
De single verscheen op 18 mei 2011. Hij werd geschreven en gecomponeerd door Yasutaka Nakata. Het is een dubbele-A-kantsingle. Kasuka na Kaori zou aanvankelijk worden uitgebracht op 20 april, maar die datum werd uitgesteld in verband met de zeebeving nabij Sendai. Het verscheen uiteindelijk samen met Laser Beam.

## Nummers
| Nr. | Titel                          | Duur |
| --- | ------------------------------ | ---- |
| 1.  | Laser Beam (レーザービーム)    | 3:33 |
| 2.  | Kasuka na Kaori (微かなカオリ) | 4:49 |
| 3.  | Laser Beam (Instrumental)      | 3:33 |
| 4.  | Kasuka na Kaori (instrumental) | 4:49 |

## Artiesten en medewerkers
- Ayano Ōmoto (Nochi) - zang
- Yuka Kashino (Kashiyuka) - zang
- Ayaka Nishiwaki (A~chan) - zang
- Yasutaka Nakata - compositie en productie
- Kaizuaki Seki - videoregie